# 그리팅맨

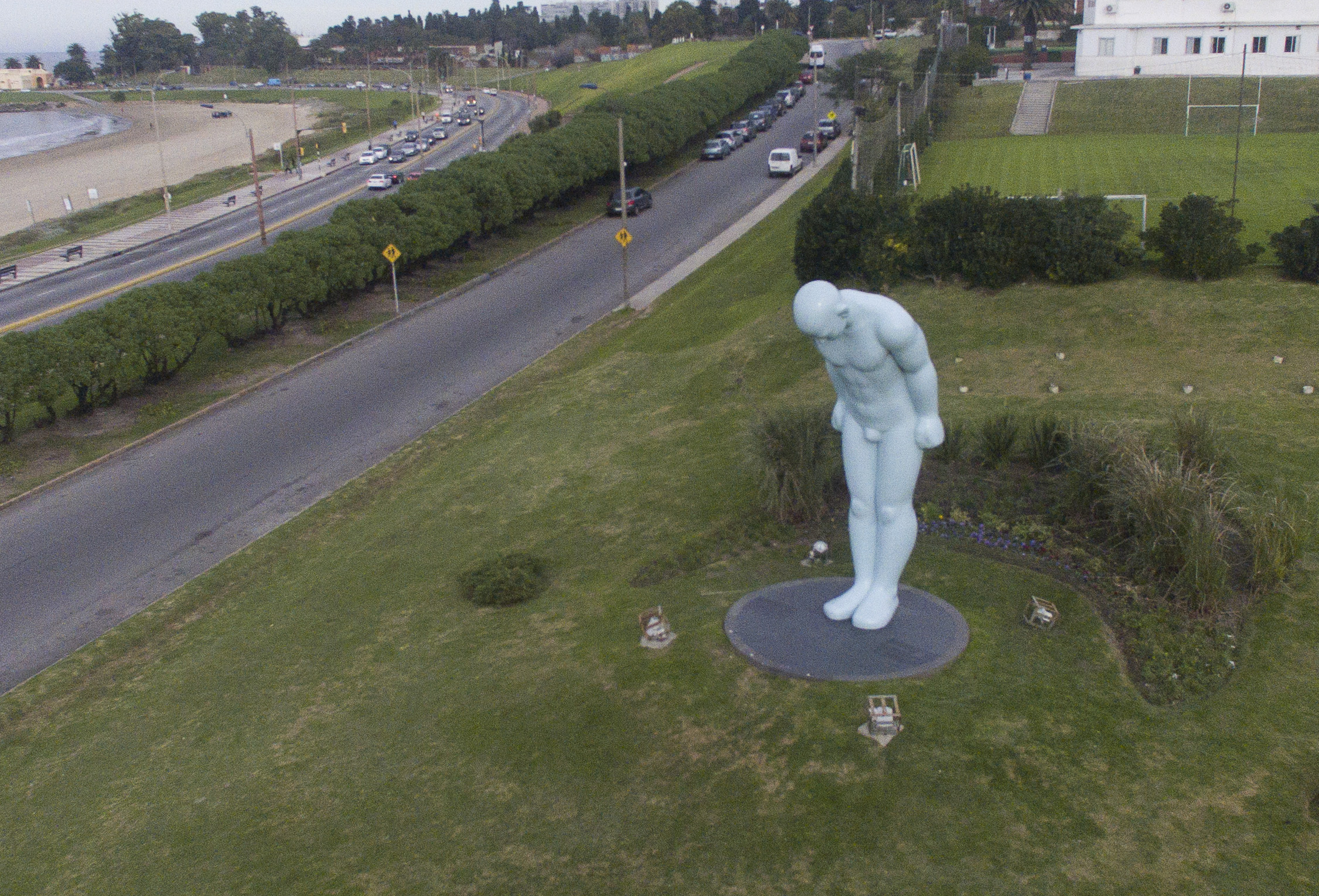

그리팅맨은 유영호가 만든 조각상이다.

## 위치
- 경기도 연천군 옥계리 옥녀봉 (상세주소: 경기 연천군 군남면 옥계리 832)

- 몬테비데오, 우루과이의 수도 (상세주소: 11400 Montevideo, Departamento de Montevideo, Uruguay)[2]

- 해안면, 양구군[3]

## 같이 보기
- 한국의 조각
- 재멕시코 한국인
- 대한민국-멕시코 관계
- 멕시코 한인 이민 100주년 기념탑